# Sabaters d'Avall
Sabaters d'Avall és una masia de Viladrau (Osona) inclosa a l'Inventari del Patrimoni Arquitectònic de Catalunya.

## Descripció
Edifici civil. Masia de planta quadrada (15x15) coberta a dues vessants amb el carener perpendicular a la façana situada a migdia; consta de planta i dos pisos. El sector S-O té adossats petits cossos de planta i primer pis formant un pati, units finalment amb una paret de totxana amb Sabatés d'Amunt. La façana presenta porta rectangular amb llinda datada (1793), dues finestretes, i els cossos adossats del sector S-O formant la llissa amb les corts i els porxos; al primer pis tres finestres amb ampit motllurat, i un portal que comunica amb els porxos; al segon pis, una finestra a la dreta, un portal sota el carener, i un porxo amb barana catalana. La façana E, que dona a una gran era encaironada, presenta un cobert modern de totxo i fibrociment (uralita), i una espiera a la planta; dues finestres amb un ampit motllurat (una datada el 1761) i dues finestretes al segon. La façana N presenta tres espieres i un pou adossat a la planta; dues finestres al primer pis, i tres finestres al segon. La façana O presenta una espiera, una finestreta, i un cos adossat a la planta; dues finestres al primer pis i tres finestretes tapiades al segon.

## Història
El lloc de Sabatés ("In Cabatarios") de Viladrau, el trobem documentat en l'Arxiu Capitular de Vic a l'any 992. Antic mas que probablement formava part dels 82 masos que existien en els municipis pels volts de 1340, segons consta en els documents de l'època. El trobem registrat en els fogatges de la "Parròquia i terme de Viladrau fogajat a 6 de octubre 1553 per Joan Masmiguell balle com apar en cartes 230", juntament amb altres 32 que continuaven habitats després del període de pestes, on consten Sabatés d'Avall habitats un per Pere Sabatés, i l'altre per Joan Sabatés sense poder precisar en quin dels dos masos habitaven l'un i l'altre. Tenim constància que aquests masos, junt amb altres quatre de la rodalia varen pertànyer a la Parròquia de Vilalleons.